# Bobartia
- Commons
- Wikispecies

Bobartia L. é um género botânico pertencente à família Iridaceae.
Na classificação taxonômica de Jussieu (1789), Bobartia é um gênero  botânico,  ordem  Gramineae,  classe Monocotyledones com estames hipogínicos.

## Espécies
- Bobartia filiformis
- Bobartia gladiata
- Bobartia indica
- Bobartia longicyma
- Bobartia orientalis
- Bobartia paniculata
- Bobartia robusta
- Bobartia spathacea
- Lista completa

## Classificação do gênero
| Sistema | Classificação                   | Referência               |
| ------- | ------------------------------- | ------------------------ |
| Linné   | Classe Triandria, ordem Digynia | Species plantarum (1753) |